# Кирх, Кристина
Кристина Кирх (нем. Christine Kirch, ок. 1696 — 7 мая 1782) — немецкий астроном, дочь астрономов Марии Кирх и Готфрида Кирха, сестра астрономов Кристфрида Кирха и Маргареты Кирх.

## Биография
Кристина Кирх родилась ок. 1696 г. в Губене в семье астрономов, была одной из шести детей. Она училась астрономии у своих образованных родителей и уже с детства помогала им в ведении астрономических наблюдений и расчётов, в частности, она отвечала за определение временных интервалов с использованием маятника. Когда она подросла, её стали привлекать к составлению календарей, и она помогала в этой работе сначала матери Марии, потом брату Кристфриду.
Кристина до 1740 г. не получала никакого жалованья, если не считать небольших выплат от Прусской академии наук, но после смерти Кристфрида Кирха Академия обратилась к ней за помощью в составлении календарей. Ей поручили составлять календари для Силезии, присоединённой к Пруссии Фридрихом II, и Академия, имевшая монополию на календари, от новой и густонаселённой провинции имела значительный доход. В 1776 г. Кристина Кирх получала от Академии достойное жалованье в 400 талеров. Она продолжала работать в Академии до самой старости и пользовалась большим уважением. В возрасте 77 лет ей присвоили статус почётного члена Академии, и продолжала получать жалованье даже когда отошла от дел. Она научила составлению календарей немецкого астронома Иоганна Боле. Их отношения были тёплыми, поскольку в 1774 г. Иоганн женился на племяннице Кристины, а после смерти первой жены в 1782 г., он в 1783 г. женился на другой племяннице.
Кристина Кирх ушла из жизни в 1782 г. очень уважаемым человеком.